# ハクレイ酒造
ハクレイ酒造（ハクレイしゅぞう）は、日本酒を製造販売する、京都府宮津市に現存する蔵元。創業は1832年(天保3)年に北前船の船主だった創業者が藩主から酒造免許を得たことにより酒造りを始めたのが始まりと言われている。仕込み水は由良ヶ岳の中腹から湧き出る京都伏見より硬度の低い超軟水である不動山水で作られている。 
2018年10月、後継者難から佐賀の飲料メーカー友桝ホールディングスの傘下に入った。

## 特徴
硬度11.9mg/リットルの超軟水を仕込み水に用いる全国的にも珍しい酒蔵。1832年創業当時の佇まいを残す「天保蔵」にあるかつての釜場や仕込み蔵、ハクレイ酒造の歴史や銘柄の由来や酒造りの過程を紹介する「天の蔵」の一般公開を行う。
社名「ハクレイ（白嶺）」の由来は、大江山連峰の由良ヶ岳の冠雪から名付けられた。
2010年7月に洋菓子店　蔵Sweets「HAKUREISYA（白嶺舎）」をオープンした。
焼菓子、生洋菓子を製造・販売、カフェも併設するほか、オンラインサイト （日本語）で販売している。

## 主力商品
- 純米吟醸　酒呑童子 紅葉姫　ひやおろし

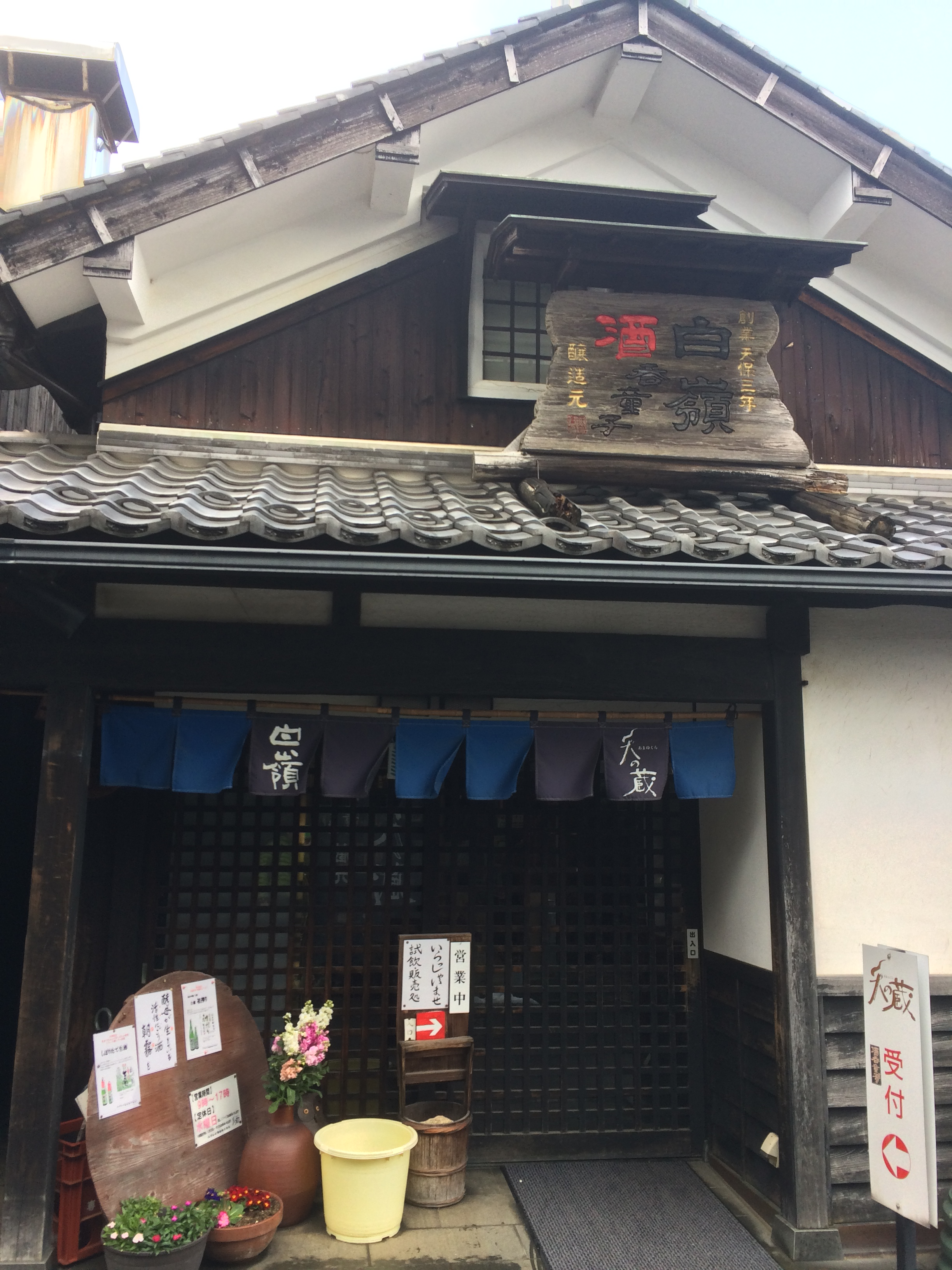
ハクレイ酒造

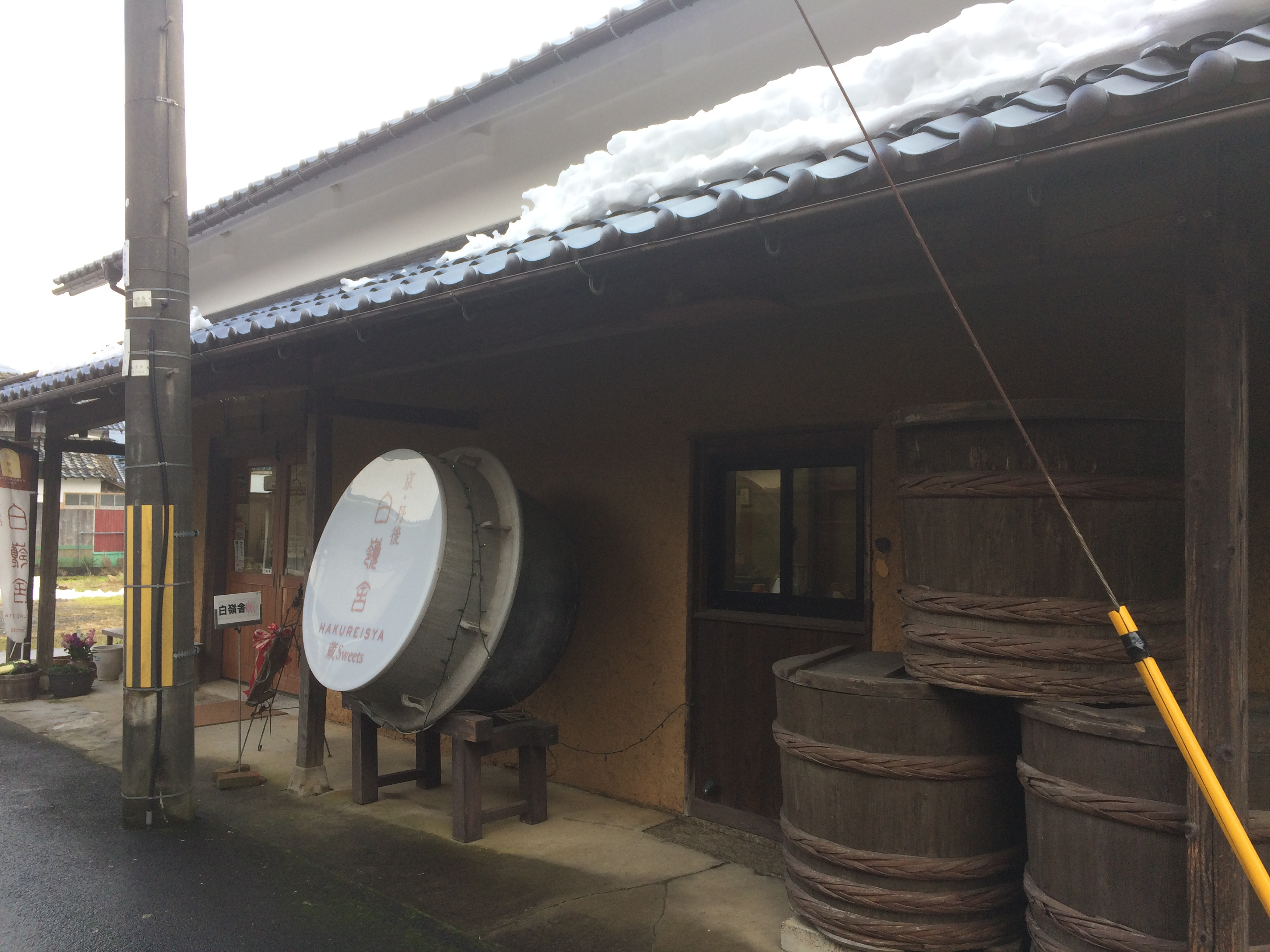
ハクレイ酒造スイーツ白嶺舎

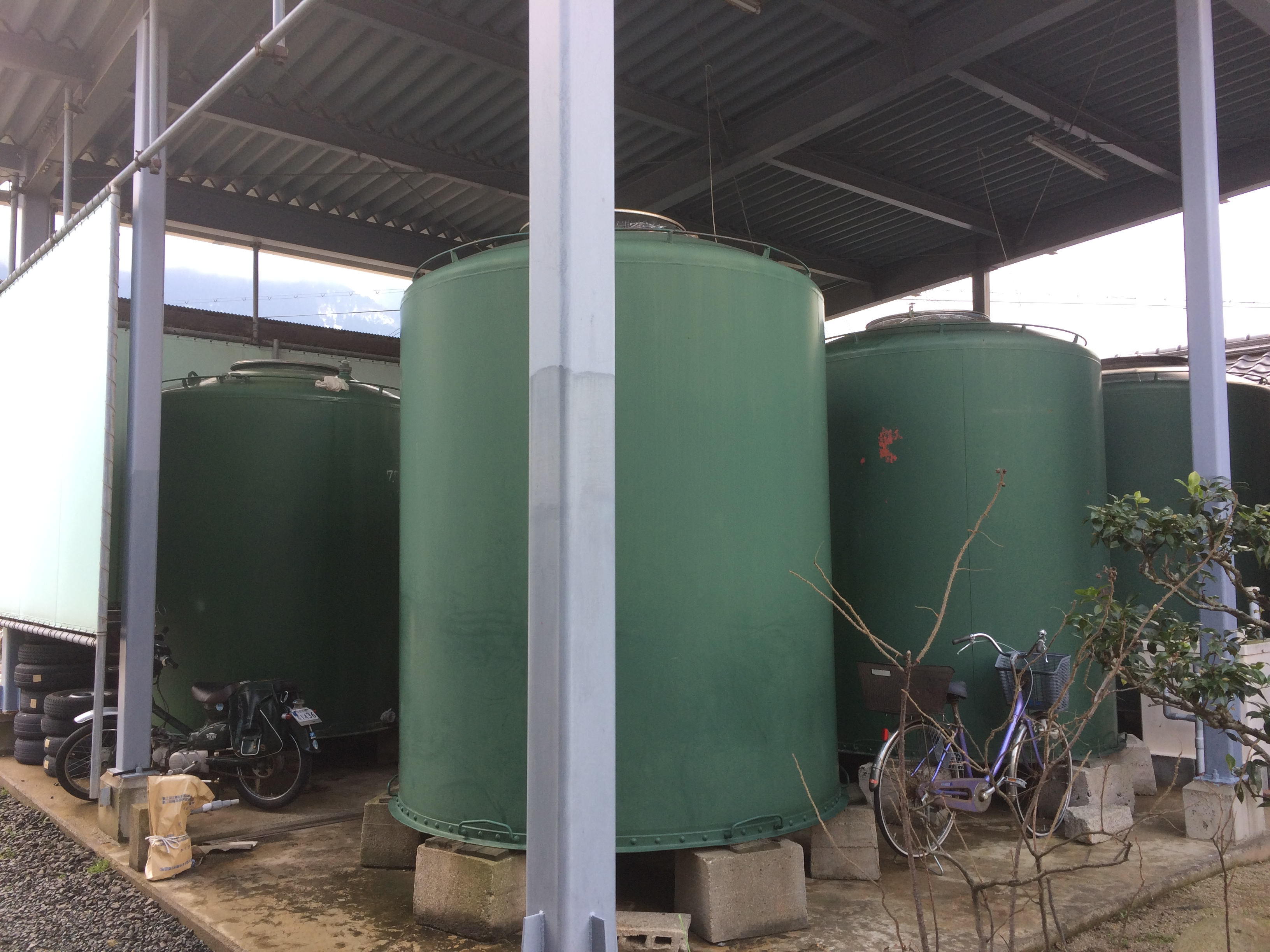
ハクレイ酒造の酒タンク

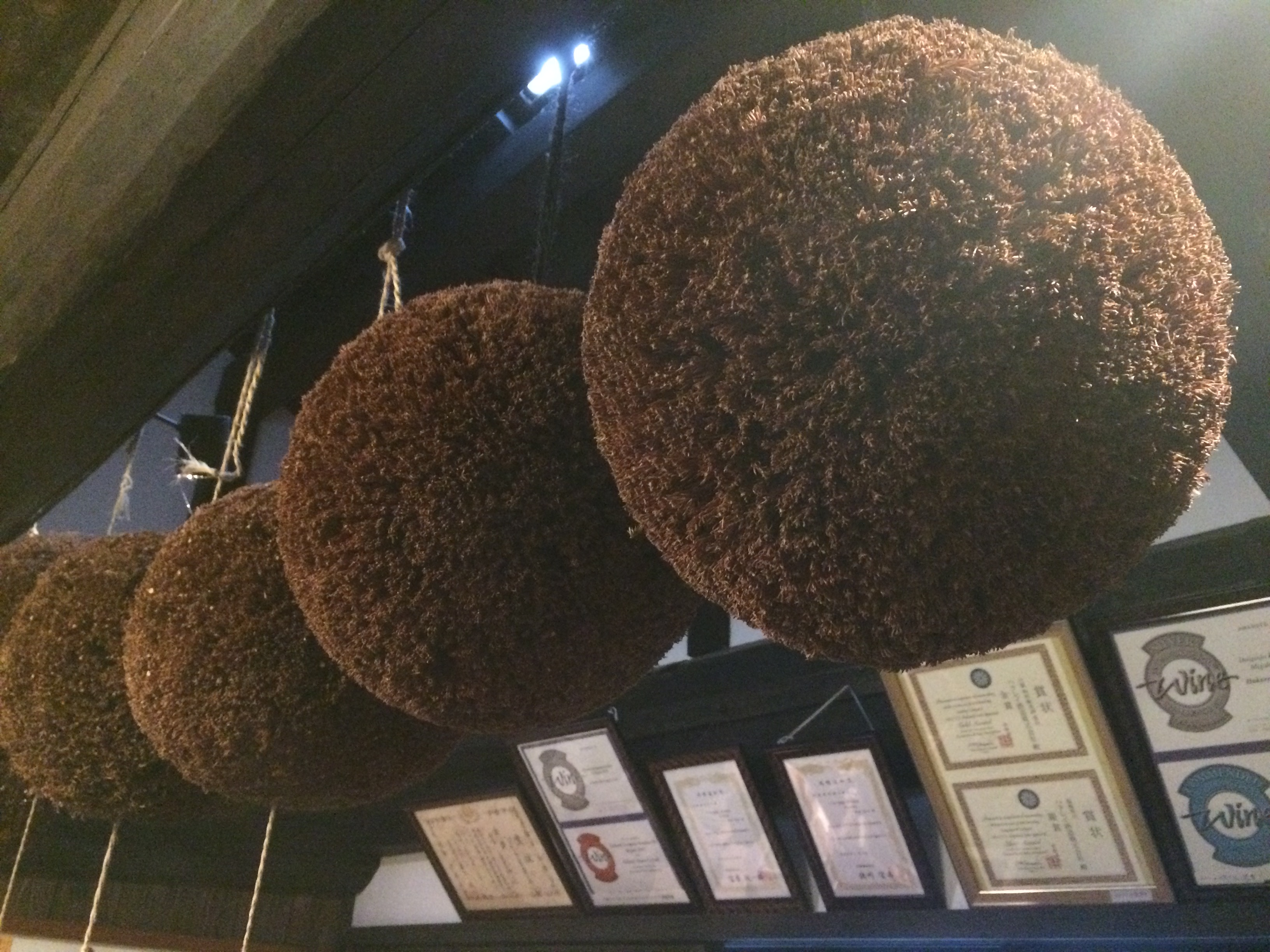
ハクレイ酒造の杉玉

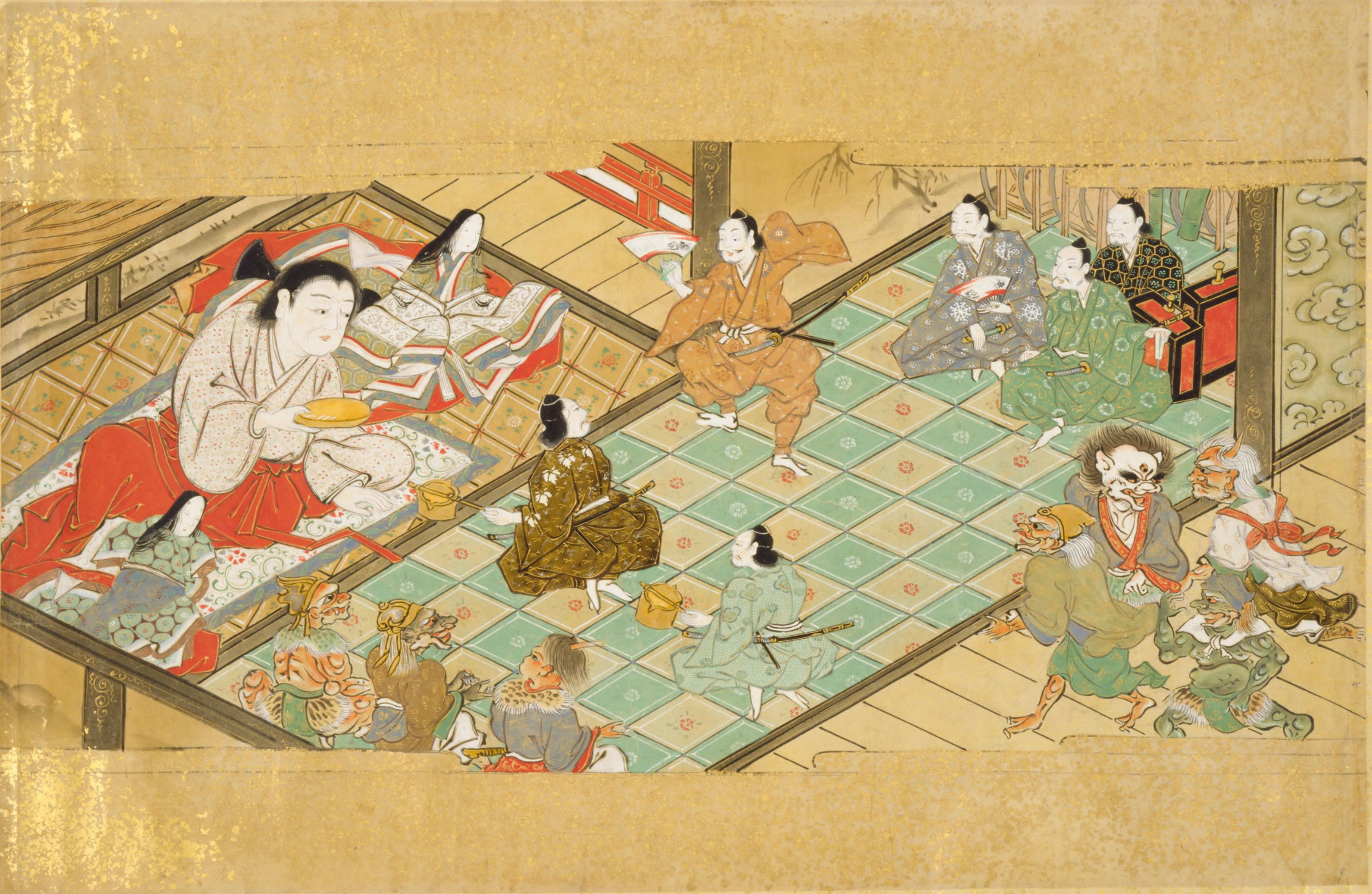
丹後地域に伝わる大江山酒呑童子伝説を伝える酒呑童子絵巻。神からいただいた酒を勧める様子。

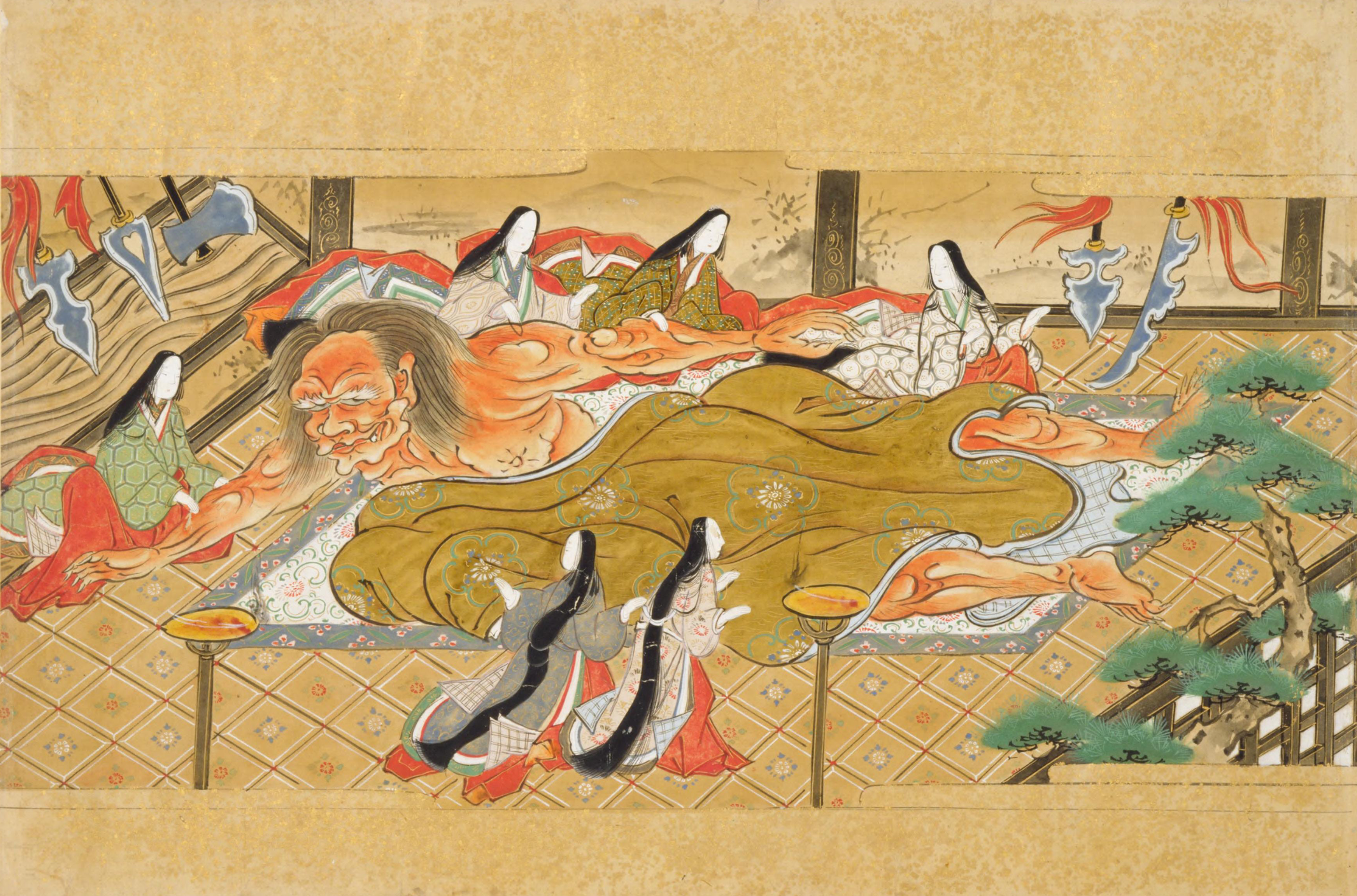
丹後地域に伝わる大江山酒呑童子伝説を伝える酒呑童子絵巻。寝ている童。

- hakurei02（白嶺ゼロツー） - 京都酵母と白麹を使用する。甘口で酸味がある[4]。
- しぼったそのまま 蔵出し原酒
- 純米吟醸生原酒　丹後の國「舞鶴」
- 初しぼり 生原酒 「しぼりたて生酒」
- 夏原酒 「ひや」
- 特別純米酒「香田 生酒」
- 純米吟醸生貯蔵原酒 「赤の大鬼」
- 特別純米酒「香田」
- 大吟醸原酒 「香田35磨き」
- 純米大吟醸 「香田50磨き」
- 純米造り 「ひょうたんからこま」
- 純米吟醸 大辛口 「酒呑童子 純吟大辛」
- 山廃 本醸造 「大辛口 酒呑童子」
- 純米酒「辛口純米」
- 本醸造 「辛口白嶺」
- すっきり白嶺 辛口
- 純米大吟醸 「白吟(はくぎん)のしずく」
- 純米吟醸 「未体験吟醸」
- 吟醸酒 「吟醸 酒呑童子」
- 10年貯蔵古酒 「白嶺黄金」 徳利
- 「金紋白嶺」
- 純米酒 「純米白嶺」
- うまくち白嶺」
- 本醸造 甘口 「京女」
- 特別純米酒 「純米京女」
- 本醸造 「酒呑童子 じんわり燗」
- 「酒呑童子のにごり酒」
- 本醸造 「自衛艦舞鶴」
- 「酒呑童子 京梅酒」
- 「完熟にごり京梅酒」
- 柚子リキュール 「白嶺 柚子たん」[6]。

## 所在地
- 京都府宮津市字由良949番地